# Ukšići
Ukšići (cyr. Укшићи) – wieś w Bośni i Hercegowinie, w Republice Serbskiej, w mieście Trebinje. W 2013 roku liczyła 123 mieszkańców.